# Järvsö
Järvsö (lokalt uttal Jarse [²jaʂːə]) är en tätort i Ljusdals kommun, Hälsingland och kyrkbyn i Järvsö socken. Järvsö ligger på sluttningarna i Ljusnandalen där älven Ljusnan rinner fram.

## Historia

### Turistnäring
Turistnäringen i Järvsö kan sägas sträckas långt tillbaka i tiden. 1867 fick Olof Pehrson, då 28 år, sitt gästgiveritillstånd så han kunde driva Berga gård som gästgiveri (idag Järvsöbaden). Emellertid var det först i början på 1930-talet som turistströmmar började röra sig mot byn. Mellan åren 1935 och 1963 drevs en hotellrörelse på Stenegård med namnet Hotell Stenegården i den västra flygeln. Sedan 1969 ägs Stenegård av Ljusdals kommun. Tanken var vid köpet att skapa en turist- och rekonditioneringsanläggning med ett hotell för 100-talet gäster. Det blev inte så. Istället skapades ett hantverkscentrum med verksamheter som krukmakeri, silversmed, konstsmed, glasblåseri och textilkonstnärer.
Det gjordes 1931 ett försök från järnvägsstjänstemannen Gösta Unogård att få kommunen involverad i arbetet att ta emot gäster till byn. Han ville att det skulle byggas vägar, hyddor och utsiktspunkter. Skrivningen till kommunen har följande formulering: "Som känt är har under senare tid Järvsö socken ådragit sig ett livligare intresse som turistort. Därmed följer ökad avsättning för ortens produkter och livligare omsättning på pänningmedel. Varje åtgärd, som är ägnad att öka turistströmmen må därför understödjas från kommunens sida."
Söndag den 21 mars 1937 invigdes Järvsöbacken, Sveriges andra alpina anläggning. Det var endast en nedfart – den som i dag kallas för Skolbacken. Liften var 200 meter lång och hade bara två byglar – skidåkarna hängde efter bygeln – 4–5 skidåkare på varje bygel. 1984 började arbetet med att göra Järvsöbacken till en komplett skidanläggning istället för en backe. År 2000 byggdes ett helt nytt område på den södra sidan av berget och en linbana byggdes. 1991 öppnade djurparken Järvzoo som visar upp de nordiska djuren i sin naturliga miljö. Den 6 juni 2010 öppnade Järvsö Bergscykel Park. Järvsö som turistort använder sig av en slogan: "Alltid. Vackert. Nära.")
Järvsö gårdsbageri är upptaget i White guide i klassen God och utnämndes 2019 till "årets fikaställe" bland de 337 caféerna i guiden. Creperiet är rekommenderat i restaurangklassen och Bergshotellet med i guiden på God nivå.

### Befolkningsutveckling
| Befolkningsutvecklingen i Järvsö 1950–2020                                   | Befolkningsutvecklingen i Järvsö 1950–2020 | Befolkningsutvecklingen i Järvsö 1950–2020 | Befolkningsutvecklingen i Järvsö 1950–2020 | Befolkningsutvecklingen i Järvsö 1950–2020 |
| ---------------------------------------------------------------------------- | ------------------------------------------ | ------------------------------------------ | ------------------------------------------ | ------------------------------------------ |
|                                                                              |                                            |                                            |                                            |                                            |
| År                                                                           |                                            |                                            | Folkmängd                                  | Areal (ha)                                 |
| 1950                                                                         | 1950                                       |                                            | 906                                        |                                            |
| 1960                                                                         | 1960                                       |                                            | 1 189                                      |                                            |
| 1965                                                                         | 1965                                       |                                            | 1 323                                      |                                            |
| 1970                                                                         | 1970                                       |                                            | 1 402                                      |                                            |
| 1975                                                                         | 1975                                       |                                            | 1 536                                      |                                            |
| 1980                                                                         | 1980                                       |                                            | 1 577                                      |                                            |
| 1990                                                                         | 1990                                       |                                            | 1 531                                      | 210                                        |
| 1995                                                                         | 1995                                       |                                            | 1 568                                      | 214                                        |
| 2000                                                                         | 2000                                       |                                            | 1 471                                      | 214                                        |
| 2005                                                                         | 2005                                       |                                            | 1 385                                      | 214                                        |
| 2010                                                                         | 2010                                       |                                            | 1 407                                      | 213                                        |
| 2015                                                                         | 2015                                       |                                            | 1 557                                      | 365                                        |
| 2020                                                                         | 2020                                       |                                            | 1 513                                      | 328                                        |
| Anm.: 2015 uppgick småorterna Kramsta och Ulvsta i tätorten och 2023 Bondarv |                                            |                                            |                                            |                                            |

## Samhället
Järvsö kyrka är en av Sveriges största landsortskyrkor.

## Kommunikationer
Järvsö ligger 32 mil norr om Stockholm och via E4 och riksväg 83 går det att köra bil från huvudstaden på cirka tre timmar. SJ stannar vid järnvägsstationen i byn två gånger per dag. Inom Gävleborgs län finns X-trafik som har hand om länstrafiken.

## Sport
Det mesta inom sport vintertid i Järvsö handlar om skidåkning. Järvsöbacken vars sittlift går hela vägen ner i byn och hade under säsongen 2024/2025 hela 296.000 sålda skiddagar, vilket placerar Järvsöbacken som en av de tio mest besökta i Sverige. Järvsöbacken har nio stycken liftar (och 5 rullband) och 23 nedfarter i olika svårighetsgrader. I Järvsö finns också längdskidområdet Harsa som har 9,6 mil preparerade spår. 2010 invigdes Järvsö Bergscykel Park där man cyklar utför på downhill-cyklar.  Järvsö har även en 9-håls golfbana, Järvsöbadens GK, som hänger ihop med Järvsöbaden, mitt i byn.

## Kända järvsöbor
- Samantha Ohlanders, musiker
- Sofia Karlsson, sångare
- Andreas Johnson, sångare  (Han hämtade för TV-programmet  Körslaget 2011 sin kör från orten och kören vann tävlingen.)
- Barbro "Lill-Babs" Svensson, sångerska
- Tommy Nilsson, sångare
- Malin Berghagen, skådespelare
- Peter Oskarson, regissör
- Gus Dahlström, skådespelare
- Cissi Ramsby, artist
- Lars Eric Ericsson, f.d. landshövding
- Cecilia Bruce, trubadur
- Anders Henriksson, diplomat, riksspelman
- Bengan Janson, dragspelare
- Jan-Olov Persson, travtränare
- Börje Björklund, präst
- Per Nilsson-Öst, konstnär
- Eiwor Kjellberg, riksspelman
- Carolina Klüft, friidrottare
- Pär Omling, fysiker
- Alexander Salzberger, skådespelare och komiker

## Bilder

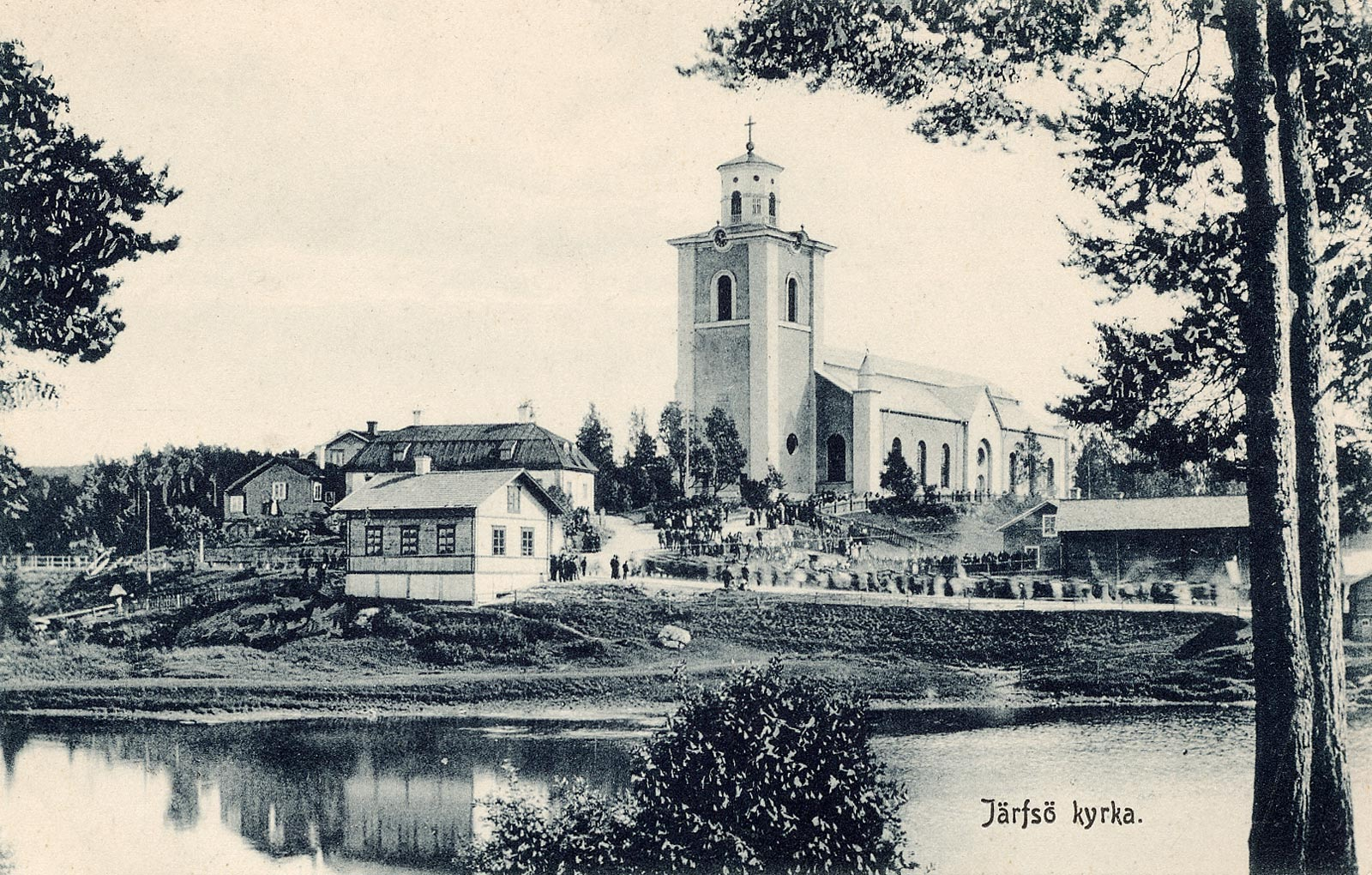
Järvsö kyrka omkring 1910.
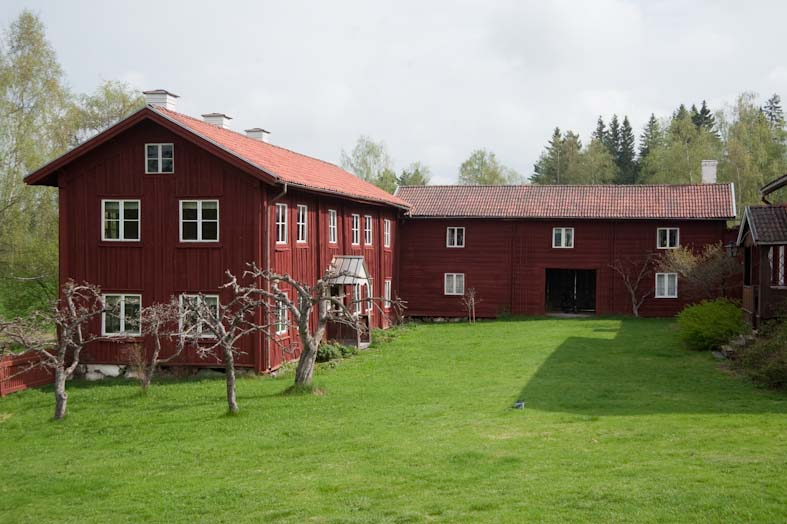
Kristofers i Stene.